# 4. Württembergisches Feldartillerie-Regiment Nr. 65
Das 4. Württembergische Feldartillerie-Regiment Nr. 65 war ein Artillerieverband der Württembergischen Armee.

## Geschichte
Das Regiment wurde am 1. April 1899 (Stiftungstag) errichtet und am 1. Oktober 1899 aus der III. und IV. Abteilung des Feldartillerie-Regiment (2. Württembergisches) Nr. 29 sowie einer neu aufgestellten Batterie gebildet. Es war in Ludwigsburg stationiert und erhielt seinen Personalersatz von der am 17. August 1914 durch das Stellvertretende Generalkommando des XIII. (Königlich Württembergisches) Armee-Korps aufgestellten 2. Ersatz-Abteilung des Regiments.

### Erster Weltkrieg
Mit Beginn des Ersten Weltkriegs machte das Regiment am 2. August 1914 mobil und wurde in der Folgezeit an der West- und Ostfront sowie auf dem Balkan eingesetzt:
- 1914 Frankreich, Belgien, Russland (heutiges Polen)
- 1915 Russland (heutiges Polen), Serbien, Belgien
- 1916 Belgien, Frankreich
- 1917 Frankreich, Belgien, Frankreich
- 1918 Frankreich

Während des Krieges hatte das Regiment Verluste an 379 gefallene Soldaten zu beklagen.

### Verbleib
Nach dem Waffenstillstand von Compiègne wurde der Verband ab 23. Dezember 1918 in Ludwigsburg demobilisiert. Aus Teilen bildete sich die Freiwilligen-Batterie „Wuppermann“, die bei der Bildung der Vorläufigen Reichswehr in der Infanterie-Geschütz-Batterie 49 aufging.
Die Tradition übernahm in der Reichswehr durch Erlass des Chefs der Heeresleitung General der Infanterie Hans von Seeckt vom 24. August 1921 die 9. Batterie des 5. Artillerie-Regiments in Ulm. In der Wehrmacht führte die III. Abteilung des Artillerie-Regiments 25 in Ludwigsburg die Tradition fort.

## Organisation

### Verbandszugehörigkeit
Bis 8. Juni 1917 war der Verband der 26. Feldartillerie-Brigade (1. Königlich Württembergische) unterstellt und damit Teil der 26. Division (1. Königlich Württembergische). Anschließend schied das Regiment aus dem Divisionsverband und verblieb bis Kriegsende bei der Heeresfeldartillerie.

### Gliederung
Der Verband gliederte sich in zwei Abteilungen mit sechs Batterien. Im Oktober 1916 reduzierten die Batterien auf vier Geschütze. Gemäß Verordnung des Württembergischen Kriegsministeriums vom 5. Dezember 1916 wurde zum 9. Dezember 1916 eine III. Abteilung aufgestellt.
Gliederung August 1917:
- Regimentsstab
- Stab I/65 mit 1., 2., 3. Batterie und Leichte Munitionskolonne I
- Stab II/65 mit 4., 5., 6. Batterie und Leichte Munitionskolonne II

Gliederung Juni 1918
- Regimentsstab
- Stab I/65 mit 1., 2., 3. Batterie und Leichte Munitionskolonne I
- Stab II/65 mit 4., 5., 6. Batterie und Leichte Munitionskolonne II
- Stab III/65 mit 7., 8., 9. Batterie und Leichte Munitionskolonne III

## Kommandeure
| Dienstgrad                   | Name                    | Datum                                                        |
| ---------------------------- | ----------------------- | ------------------------------------------------------------ |
| Preuß. Oberstleutnant/Oberst | Karl Ludwig Lang        | 01. Oktober 1899 bis 21. März 1902                           |
| Major/Oberstleutnant/Oberst  | Ulysses von Tognarelli  | 22. März 1902 bis 20. April 1908                             |
| Oberstleutnant               | Erwin Heimerdinger      | 21. April bis 18. November 1908 (mit der Führung beauftragt) |
| Oberstleutnant/Oberst        | Erwin von Heimerdinger  | 19. November 1908 bis 21. März 1913                          |
| Oberst                       | Konradin von Sonntag    | 22. März 1913 bis 8. September 1914                          |
| Generalmajor                 | Friedrich von Schippert | 11. September bis 16. Oktober 1914 (in Vertretung)           |
| Oberstleutnant               | Karl Wencher            | 17. Oktober 1914 bis 10. Dezember 1916                       |
| Major                        | Alfred Triebig          | 11. Dezember 1916 bis 24. Januar 1918                        |
| Major                        | Gustav Brauer           | 25. Januar 1918 bis Demobilisierung                          |

## Bewaffnung und Ausrüstung

### Hauptbewaffnung
Im Januar und Februar 1918 wurden die I. und II. Abteilung auf die Feldkanone 16 und die leichte Feldhaubitze 16 umgerüstet.

### Sonstige Ausrüstung
Anfang 1918 erhielt das Regiment schwere Maschinengewehre.

## Verweise